# Dolichopeza nigromaculata
Dolichopeza nigromaculata är en tvåvingeart som först beskrevs av Edwards 1928.  Dolichopeza nigromaculata ingår i släktet Dolichopeza och familjen storharkrankar. Inga underarter finns listade i Catalogue of Life.